# Авремешть (Харгіта)
Авремешть, Авремешті (рум. Avrămești) — село у повіті Харгіта в Румунії. Адміністративний центр комуни Авремешть.
Село розташоване на відстані 227 км на північ від Бухареста, 61 км на захід від М'єркуря-Чука, 118 км на південний схід від Клуж-Напоки, 89 км на північний захід від Брашова.

## Населення
За даними перепису населення 2002 року у селі проживали 819 осіб.
Національний склад населення села:
| Національність | Кількість осіб | Відсоток |
| -------------- | -------------- | -------- |
| угорці         | 813            | 99,3%    |
| румуни         | 6              | 0,7%     |

Рідною мовою назвали:
| Мова      | Кількість осіб | Відсоток |
| --------- | -------------- | -------- |
| угорська  | 807            | 98,5%    |
| румунська | 6              | 0,7%     |
| циганська | 6              | 0,7%     |